# Museu Nacional d'Art Modern
El Museu Nacional d'Art Modern (pronunciació francesa: [myze nɑsjɔnal daʁ mɔdɛʁn]; "Museu Nacional d'Art Modern") és el museu nacional d'art modern de França. Es troba a París i es troba al Centre Pompidou, al quart districte de la ciutat. Es troba entre els museus d'art més visitats del món i un dels més grans d'art modern i contemporani.
El 1937, el Musée National d'Art Moderne va succeir el Musée du Luxembourg, establert el 1818 pel rei Lluís XVIII com el primer museu d'art contemporani creat a Europa, dedicat a artistes vius que havien d'incorporar-se al Louvre deu anys després de la seva creació. Imaginat ja el 1929 per Auguste Perret per substituir l'antic Palau del Trocadero, la construcció d'un museu d'art modern es va decidir oficialment el 1934 a l'ala occidental del Palau de Tòquio. Completada el 1937 per a l'Exposició Internacional d'Arts i Tecnologia d'aquell any, es va utilitzar temporalment amb un altre propòsit, ja que l'exposició d' art independent i nacional es feia preferentment al Petit Palais i al Musée du Jeu de Paume. Tot i que es va inaugurar el 1939, la construcció es va acabar interrompent per la guerra; després de la nominació del seu primer conservador en cap el setembre de 1940, el museu es va obrir parcialment el 1942 amb només un terç de la col·lecció recuperada d'alguns catxés de col·leccions nacionals amagats a la província. Però la seva autèntica inauguració no es va produir fins al 1947, després de la Segona Guerra Mundial i de la incorporació de la col·lecció d'escoles estrangeres del Musée du Luxembourg, que s'havia celebrat al Musée du Jeu de Paume des del 1922.
El 1947, aleshores allotjat al Palais de Tokyo, la seva col·lecció va ser augmentada dràsticament pel seu primer director, Joan Casso, gràcies a la seva especial relació amb molts artistes destacats o les seves famílies, com Picasso i Braque. Amb la creació del Centre Pompidou, el museu es va traslladar a la seva ubicació actual el 1977.
El museu té la segona col·lecció d'art modern i contemporani més gran del món, després del Museum of Modern Art de Nova York, amb més de 100.000 obres d'art de 6.400 artistes de 90 països des del fauvisme el 1905. Aquests treballs inclouen pintura, escultura, dibuix, gravat, fotografia, cinema, nous suports, arquitectura i disseny. Una part de la col·lecció s'exhibeix cada dos anys alternativament en una 18.500 m2 espai dividit entre dues plantes, una per a art modern (de 1905 a 1960, a la 5a planta), l'altra per a art contemporani (a partir de 1960, a la 4a planta) i 5 sales d'exposicions, en total 28.000 m2 dins del Centre Pompidou. L'Atelier Brancusi es troba al seu propi edifici adjacent al museu.
Les obres exposades al museu sovint canvien per mostrar al públic la varietat i la profunditat de la col·lecció. Al llarg dels anys s'han dut a terme moltes exposicions temporals importants d'art modern i contemporani en una planta independent (la sisena), entre elles moltes exposicions individuals. Des del 2010, el museu també mostra exposicions temporals úniques a la seva branca provincial, el Centre Pompidou-Metz, en un espai de 10.000 m2 e dividit entre 3 galeries i des del 2015, a Màlaga, Espanya i 2018, a Brussel·les, Bèlgica.

## Col·leccions
Molts estils d'art modern, inclosos el fauvisme, l'expressionisme, el cubisme, el dadà, l'art abstracte i el surrealisme es representen amb obres de Matisse, André Derain, Maurice de Vlaminck, Raoul Dufy, Albert Marquet, Le Douanier Rousseau, Paul Signac, Georges Braque, Pablo Picasso, Jean Metzinger, Albert Gleizes, Fernand Léger, Juan Gris, Frida Kahlo, Ernst Ludwig Kirchner, August Macke, Alexej von Jawlensky, Emil Nolde, Oskar Kokoschka, Otto Dix, George Grosz, Kurt Schwitters, Marcel Duchamp, Francis Picabia, Carlo Carrà, Umberto Boccioni, Giacomo Balla, Gino Severini, Marc Chagall, Natalia Goncharova, Mikhail Larionov, Alexander Rodchenko, František Kupka, Piet Mondrian, Theo van Doesburg, Paul Klee, Wassily Kandinsky, Kasimir Malevich, Jacques Villon, Robert Delaunay, Sonia Delaunay, Georges Rouault, Balthus, Max Beckmann, Constantin Brâncuși, Alexander Calder, Chaïm Soutine, Amedeo Modigliani, Kees van Dongen, Jean Arp, Giorgio de Chirico, A ndré Breton, Magritte, Max Ernst, Joan Miró, Man Ray, Alberto Giacometti, René Iché, Nicolas de Staël, André Masson, Yves Tanguy, Jean Tinguely, Simon Hantaï, Yves Klein, Jackson Pollock, Mark Rothko, Barnett Newman, Willem de Kooning i Francis Bacon.

### Art contemporani (art a partir de 1960)
L'art pop, el Nouveau Réalisme, l'art conceptual i altres tendències o grups estan representats amb obres d'Andy Warhol, Richard Hamilton, Rauschenberg, Dan Flavin, Eduardo Arroyo, Dan Graham, Daniel Buren, George Brecht, Arman, César, Bill Viola, Anish Kapoor, Wim Delvoye, Yves Klein, Niki de Saint-Phalle, Yaacov Agam, Vasarely, John Cage, Cindy Sherman, Dieter Roth, Beuys, Roy Lichtenstein, Burhan Dogancay, Dubuffet, Nam June Paik, Wolf Vostell, Gilbert & George, David Hockney, Louise Bourgeois i Art & Language.
Les obres d'arquitectura i disseny inclouen Philippe Starck, Jean Nouvel i Dominique Perrault.

## Directors

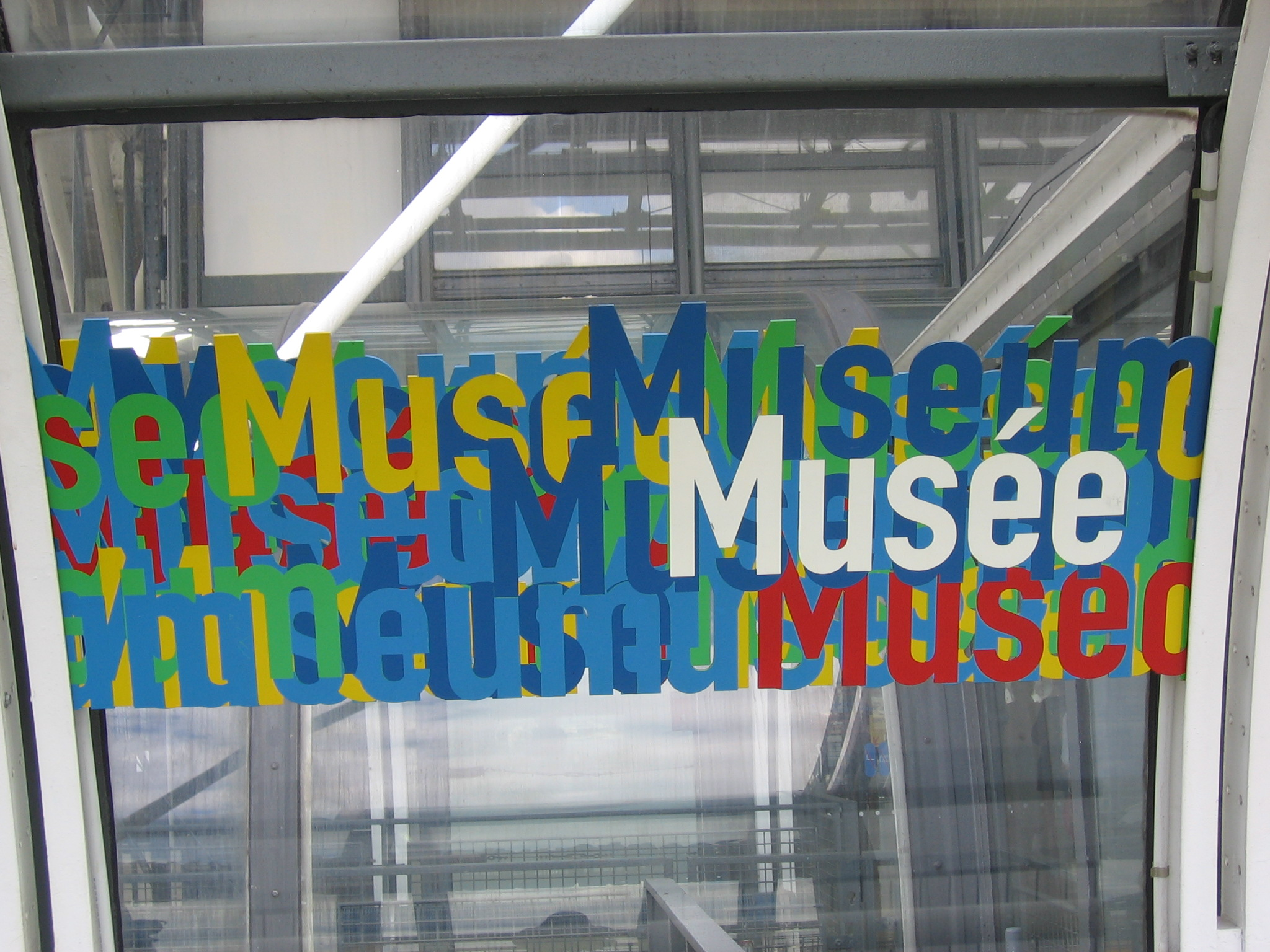

- Des del 2013 : Bernard Blistène
- 2000 - 2013 : Alfred Pacquement
- 1997 - 2000 : Werner Spies
- 1992 - 1997 : Germain Viatte
- 1991 - 1992 : Dominique Bozo
- 1987 - 1991 : Jean-Hubert Martin
- 1986 - 1987 : Bernard Ceysson
- 1981 - 1986 : Dominique Bozo
- 1973 - 1981 : Pontus Hultén
- 1968 - 1973 : Jean Leymarie
- 1965 - 1968 : Bernard Dorival
- 1945 - 1965 : Jean Cassou
- 1941 - 1944 : Pierre Ladoué
- 1940 : Jean Cassou

## Galeria

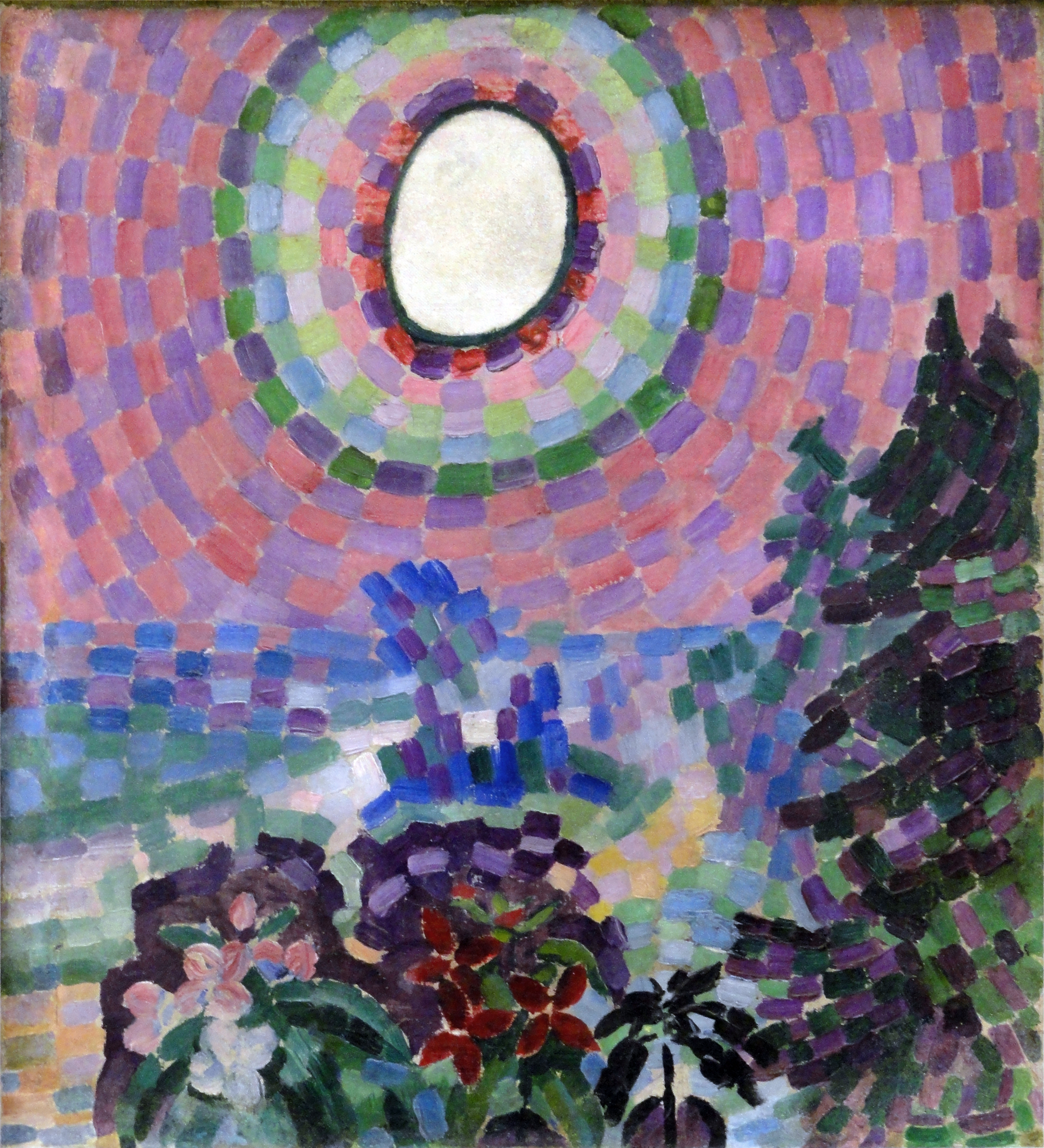
Robert Delaunay, Paysage au disque, 1906
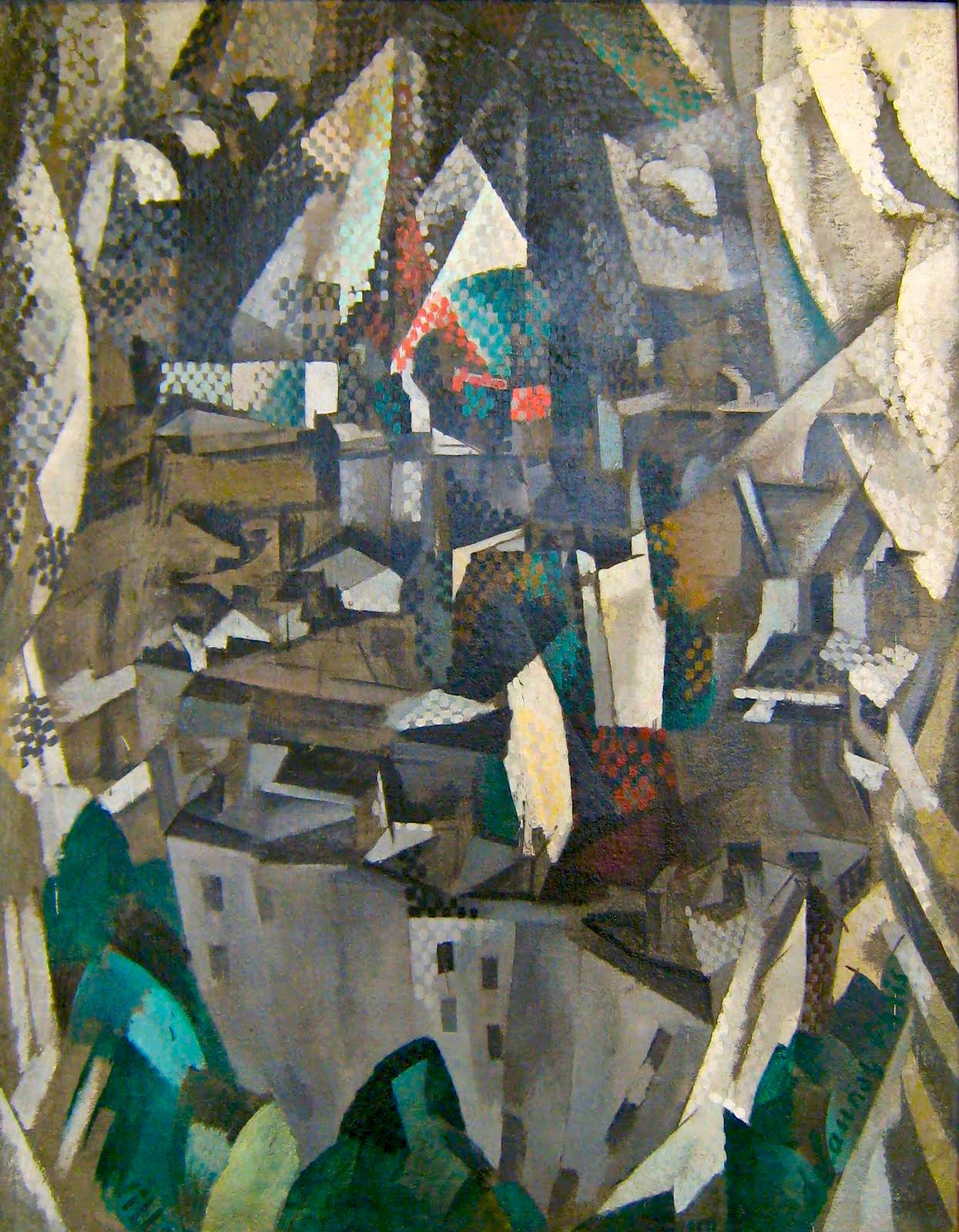
Robert Delaunay, La ville núm. 2, 1910–11
Wassily Kandinsky, A la veu desconeguda, 1916
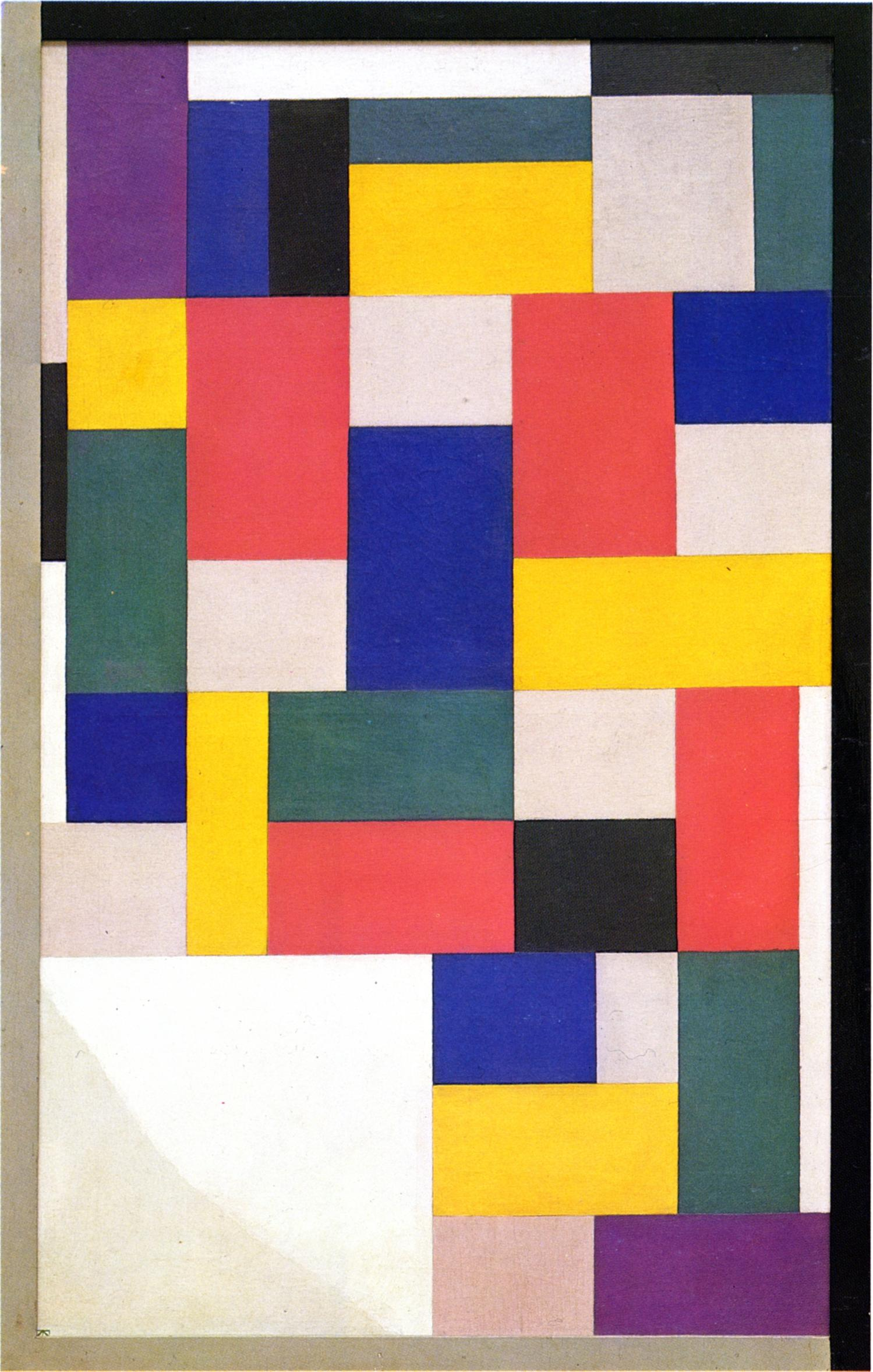
Theo van Doesburg, Pintura pura, 1920